# Albert Village
Albert Village – wieś w Anglii, w hrabstwie Leicestershire, w dystrykcie North West Leicestershire. Leży 31 km na północny zachód od miasta Leicester i 169 km na północny zachód od Londynu.